# Castino
Càstino (Casto in piemontese) è un comune italiano di 433 abitanti della provincia di Cuneo in Piemonte.

## Geografia fisica
Il comune è su un crinale che domina e divide due vallate: della Bòrmida di Millesimo e del Belbo.
Il capoluogo di Castino si trova all'estremità del Comune: a sud dista appena 1 km dal territorio di Cortemilia, rinomato comune di origine medievale e capitale della nocciola; 500 metri dal territorio comunale di Rocchetta Belbo; 1 km dai territori dei comuni di Perletto e di Vèsime (provincia di Asti).
Dista circa 2 km dal territorio di Cossano Belbo (frazione Scorrone), però senza confinarvi direttamente: fra i due comuni vi è una propaggine del territorio comunale di Rocchetta Belbo.
A nord il comune di Càstino si estende verso Trezzo Tinella, Mango, Alba (senza confinare con quest'ultimo; fra essi si frappone una porzione di territorio di Borgomale).

## Origini del nome
L'etimologia del nome Càstino non è precisa. Ci sono 3 ipotesi in merito all'origine del suo nome:
a) Castus, in italiano Càstino, il cognome di un funzionario romano.
b) castrum, ovvero castrinum ("piccolo accampamento").
c) Castaneum, "castagno", per la presenza di castagneti, nell'antichità.

## Storia
Nel secolo scorso ha vissuto episodi della Resistenza durante la seconda guerra mondiale.

### Simboli
Lo stemma e il gonfalone sono stati concessi con DPR del 12 ottobre 1987.
Lo stemma si presenta troncato: il primo è d'azzurro, all'aquila al volo spiegato di nero, coronata d'oro; il secondo d'argento, a cinque bande di rosso. Il gonfalone è un drappo rettangolare troncato di rosso e di azzurro.

## Monumenti e luoghi d'interesse

### Architetture religiose
- Chiesa parrocchiale di Santa Margherita
- Chiesa di San Rocco
- Chiesa dell'Annunziata
- Chiesa di San Bovo
- Chiesetta di Sant'Elena

## Società

### Evoluzione demografica
Abitanti censiti

### Etnie e minoranze straniere
Secondo i dati Istat al 31 dicembre 2017, i cittadini stranieri residenti a Castino sono 75, così suddivisi per nazionalità, elencando per le presenze più significative:
1. Romania, 24

## Cultura

### Eventi
- Festa del fiore, 1ª domenica di maggio. Mercato di fiori e piante e sfilata di carri floreali, nel pomeriggio.
- Soprattutto in estate e in autunno vengono organizzati spettacoli e incontri, spesso incentrati sulle opere di Beppe Fenoglio e Cesare Pavese.

## Geografia antropica

### Frazioni
Alla destra del torrente Belbo troviamo:
- la Vernetta (Verneja), sulla collina, ad ovest, in direzione di Bosia
- Campetto (Campej), a 3,7 km dal paese, sulla riva destra del Belbo, è un centro di servizi, vicino ad alcuni agriturismi, a circa 100 metri dall'inizio del territorio castinese. È poco distante da Bosia (ora comune, un tempo frazione di Càstino)
- San Martino, frazione che ha un antico monastero
- Cane (er Can), dista circa 2,5 km dal capoluogo e prese il nome dalla famiglia Cane, proveniente da Mango, dove aveva possedimenti

Alla sinistra troviamo:
- San Bovo (San Beuv), a 8 km dal comune; vi sono alcune costruzione storiche; è grande il doppio di Campetto ed è poco distante da Rocchetta Belbo. Nella cascina Pavaglione è ambientata gran parte del romanzo La malora di Beppe Fenoglio. Venne eretta a parrocchia autonoma nel 1905.
- Grazie (An Grasie)
- Pavaglione (er Pavajôn), la frazione più distante, a circa 7 km, luogo di ambientazione e sviluppo del romanzo La malora di Beppe Fenoglio
- Ferrini (Frin)
- Sant'Elena (Sant'Elena), a 7 km dal comune

## Amministrazione
| Periodo        | Periodo        | Primo cittadino | Partito      | Carica  | Note   |
| -------------- | -------------- | --------------- | ------------ | ------- | ------ |
| 14 giugno 1999 | 14 giugno 2004 | Enrico Paroldo  | Indipendente | Sindaco | [ 8 ]  |
| 14 giugno 2004 | 8 giugno 2009  | Enrico Paroldo  | Lista civica | Sindaco | [ 9 ]  |
| 8 giugno 2009  | 26 maggio 2014 | Jose Martino    | Lista civica | Sindaco | [ 10 ] |
| 26 maggio 2014 | in carica      | Enrico Paroldo  | Lista civica | Sindaco | [ 11 ] |

### Altre informazioni amministrative
Il comune faceva parte della comunità montana Alta Langa e Langa delle Valli Bormida e Uzzone.